# آن كارولين شاوسون
آن كارولين شاوسون (بالفرنسية: Anne-Caroline Chausson)‏ مواليد 8 أكتوبر 1977 في ديجون، هي درّاجة فرنسية. شاركت في دورة الألعاب الأولمبية الصيفية وفازت بميدالية أولمبية.

## الميداليات
| الميدالية | المسابقة                                                 |
| --------- | -------------------------------------------------------- |
| ذهبية     | سباق الدراجات الهوائية في الألعاب الأولمبية الصيفية 2008 |

## وصلات خارجية
- الموقع الرسمي